# Ruthiella subcordata
Ruthiella subcordata là loài thực vật có hoa trong họ Hoa chuông. Loài này được (Merr. & L.M.Perry) Steenis miêu tả khoa học đầu tiên năm 1965.